# 紧急疏散
紧急疏散是指人员立即撤离或逃离出有迫在眉睫的威胁、可能的後續威胁以及生命或财产會出現損失的区域。这方面的例子有很多，例如风暴、熱帶氣旋、火灾、洪水、戰爭（戰機轟炸）出現後人們紧急疏散至其他地方。人們會制定紧急疏散计划以确保發生災難時眾人能及時從建筑物、城市等地安全疏散至其他地點。